# Falsogastrallus librinocens
Falsogastrallus librinocens är en skalbaggsart som först beskrevs av Fisher 1938.  Falsogastrallus librinocens ingår i släktet Falsogastrallus och familjen trägnagare. Inga underarter finns listade i Catalogue of Life.